# Indywidualne mistrzostwa Europy 250 cm³ na żużlu
Indywidualne mistrzostwa Europy 250 cm³ na żużlu (ang. European 250cc Youth Speedway Championship) – międzynarodowe rozgrywki miniżużlowe dla zawodników od 13. do 16. roku życia w kategorii pojemnościowej 250 cm³. Rozgrywane są od 2022 roku. Zastąpiły rozgrywany w latach 2016–2021 indywidualny Puchar Europy 250 cm³.

## Medaliści
| Rok                             | Miejsce   | Złoto                                               | Srebro                                              | Brąz                                                | Źr.   |
| ------------------------------- | --------- | --------------------------------------------------- | --------------------------------------------------- | --------------------------------------------------- | ----- |
| Indywidualny Puchar Europy      |           |                                                     |                                                     |                                                     |       |
| 2016                            | Grindsted | Mads Hansen                                         | Kenneth Jürgensen                                   | Arsłan Fajzulin                                     | [ 1 ] |
| 2017                            | Pilzno    | Philip Hellström-Bängs                              | Jan Kvěch                                           | Jonas Knudsen                                       | [ 2 ] |
| 2018                            | Randers   | Marcus Birkemose                                    | Philip Hellström-Bängs                              | Esben Hjerrild                                      | [ 3 ] |
| 2019                            | Divišov   | Jesper Knudsen                                      | Mathias Pollestad                                   | Erik Bachhuber                                      | [ 4 ] |
| 2020                            | Västervik | Turniej został odwołany z powodu pandemii COVID-19. | Turniej został odwołany z powodu pandemii COVID-19. | Turniej został odwołany z powodu pandemii COVID-19. | [ 5 ] |
| 2021                            | Toruń     | Oskar Paluch                                        | Bastian Pedersen                                    | Villads Nagel                                       | [ 6 ] |
| Indywidualne mistrzostwa Europy |           |                                                     |                                                     |                                                     |       |
| 2022                            | Liberec   | Mikkel Andersen                                     | Kevin Małkiewicz                                    | Adam Bednář                                         | [ 7 ] |
| 2023                            | Ryga      | Mikkel Andersen                                     | Kacper Mania                                        | Emil Maroszek                                       | [ 8 ] |
| 2024                            | Debreczyn | Maksymilian Pawełczak                               | Villads Pedersen                                    | Karol Szmyd                                         | [ 9 ] |
| 2025                            | Kumla     |                                                     |                                                     |                                                     |       |